# 卅六飛将
卅六飛将（さんじゅうろくひしょう、三十六飛将）は、江戸時代の書『総見公武鑑』において、織田信長より朱旄を許された武将として列挙された人物らを指す。
ただし、あくまで後世に書かれた同書の中でだけのことであり、史実とは関係がなく、各人の生前、織田信長の時代にそう呼ばれていたわけではない。

## 「朱旄を許された武将」として挙げられている人物
1. 池田紀伊守
2. 堀久太郎
3. 山田三左衛門
4. 苗木久兵衛
5. 中川丹波守
6. 磯野丹波守
7. 長谷川丹波守
8. 中條将監
9. 池田伊與守
10. 水野監物
11. 武藤彌平兵衛
12. 近藤山城守
13. 織田勘解由左衛門
14. 原備中守
15. 鹽川伯耆守[2]
16. 中島豊後守
17. 山岡玉林斎
18. 山岡美作守
19. 飯尾隠岐守
20. 水野大膳
21. 水野下野守
22. 水野帶刀
23. 平井加賀守
24. 長岡與一郎
25. 細川兵部大輔
26. 多賀新左衛門
27. 武藤惣右衛門
28. 長原筑前守
29. 山本山城守
30. 石破彦一
31. 進藤山城守
32. 永井雅樂頭
33. 戸田武蔵守
34. 鹽川吉太夫[3]
35. 別嘉右近
36. 福田三河守

## 他の、旄などを許された者として挙げられている人名群について
総見公武鑑では上記のほか、金旄を許された七副将、銀旄を許された八角将、銀旄と朱旄を許された九爪将、金采と銀旄を許された十二牙将、五色旄を許された旗本近習五翼将、他、黒母衣衆や赤母衣衆等、大仰な名数を創作し、当時の織田信長の家臣が多数列挙されている。